# Jūbango
Jūbango (japanisch 十番碁) ist ein japanischer Begriff für eine bestimmte Art des Wettkampfes beim Go. Dabei werden zehn Partien zwischen den beiden Teilnehmern gespielt, wobei das Jūbango bei gegenseitigem Einverständnis auch früher enden kann. Anstelle von Komi, also einem Punktevorteil für den weißen Spieler, wurde dabei früher vor allem Uchikomi verwendet, also eine Vorgabe für den schwächeren Spieler. Bekannte historische Jūbango-Spieler sind beispielsweise Go Seigen, Kitani Minoru und Hon’inbō Shūei.
Jūbangos erstrecken sich meistens über längere Zeiträume und nur selten werden mehrere Partien in einem Monat gespielt. Auch finden die einzelnen Spiele meist an verschiedenen Orten statt.

## Traditionelle Form
Das Jūbango war neben anderen klassischen Wettkampfformen besonders in der Edo-Zeit in Japan äußerst beliebt (1603–1868). Meistens fanden die Wettkämpfe zwischen Rivalen etwa gleicher Spielstärke statt, sodass kein Komi oder Vorgaben benutzt wurden, sondern die Spieler sich bei der Farbwahl abwechselten. Sollte ein Spieler mehrere Spiele hintereinander gewinnen, bestand die Möglichkeit für den schwächeren Spieler, eine Vorgabe zu erhalten.

## Modernes Jūbango
Die traditionellen Regeln wurden im 20. Jahrhundert wieder aufgegriffen und führten zu einer Reihe hochklassiger Wettkämpfe zwischen den besten Go-Spielern, die von der japanischen Zeitung Yomiuri Shimbun gesponsert wurden. Dabei konnten die Wettkämpfe mit großem Ernst geführt werden und die Reputation der Spieler und deren Schulen erheblich beeinflussen. Go Seigen zählte im 20. Jahrhundert zu einem der erfolgreichsten Jūbango-Spieler überhaupt. Nach einer Pause von 10 Jahren wurde das letzte Jūbango im Zeitraum von Januar und September 2014 zwischen dem chinesischen Spieler Gu Li und dem koreanischen Spieler Lee Sedol ausgetragen, dass Lee Sedol mit 6:2 gewinnen konnte.